# St. Johannes der Täufer (Mainbernheim)

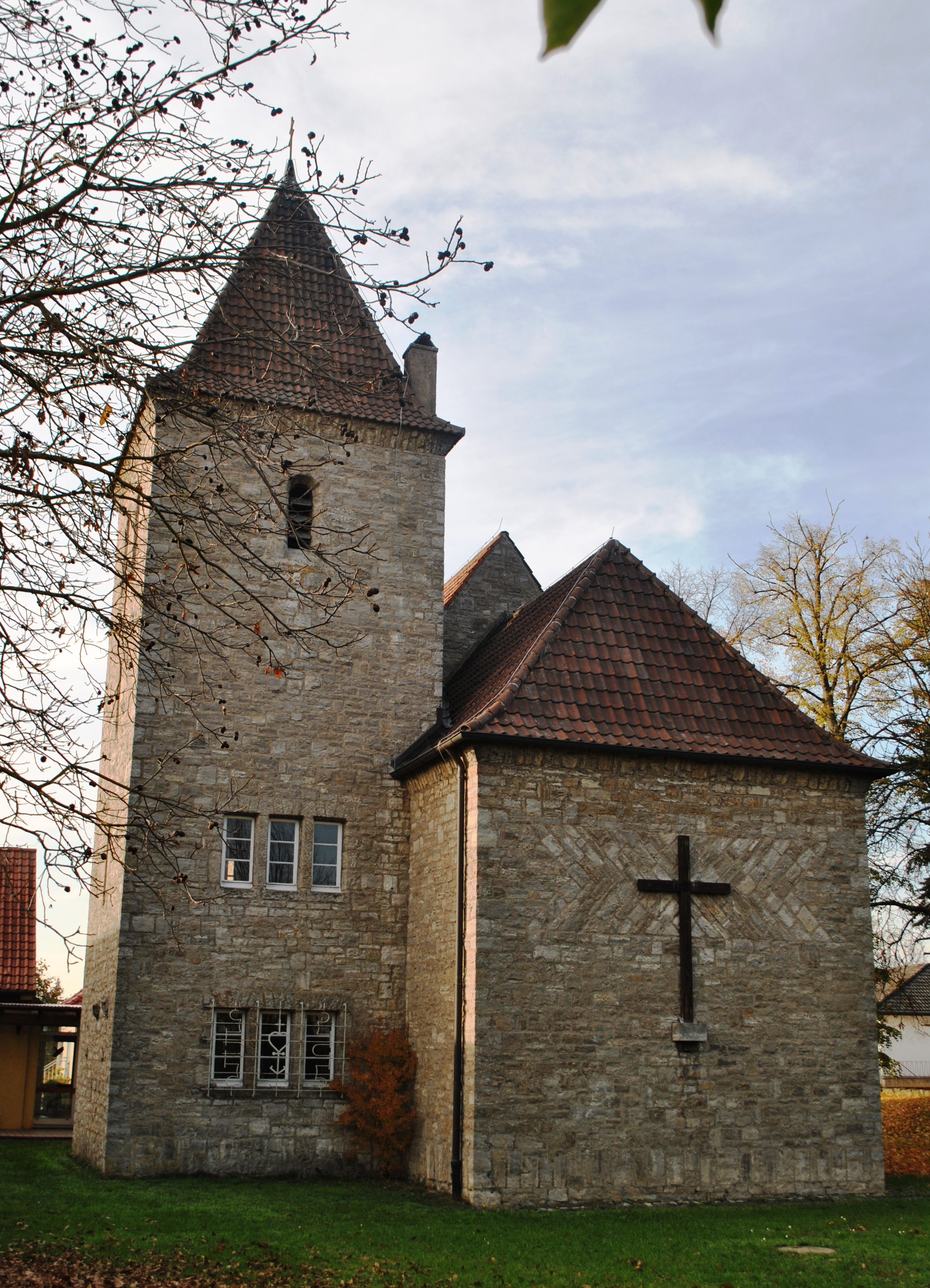
Die Kirche in Mainbernheim

Die Kirche St. Johannes der Täufer ist die Pfarrkirche der katholischen Gemeinde im unterfränkischen Mainbernheim im Goldgrubenweg am Rande der historischen Altstadt. Sie gehört zum Dekanat Kitzingen.

## Geschichte
Eine Kirche im Ort wurde erstmals als Eigenkirche der Grafen zu Castell erwähnt, die um das Jahr 1300 einen eigenen Pfarrer erhielt und damit zur Pfarrkirche aufstieg. Mit dem Antritt der Markgrafen von Ansbach-Bayreuth als Stadtherren wurde die Reformation in Mainbernheim eingeführt und die Kirche in ein evangelisch-lutherischen Gotteshaus umgewandelt.
In der ersten Hälfte des 20. Jahrhunderts siedelte sich wieder eine größere Anzahl von Katholiken in Mainbernheim an. Im Jahr 1927 ein Kirchenbauverein gegründet und am 21. August 1932 der Grundstein für das neue Gotteshaus gesetzt, als Baumeister verpflichtete man den Würzburger Hans Rost. Die Kirchenkonsekration übernahm 1933 Bischof Matthias Ehrenfried. Die Kirche wurde 1968 und 1982/83 gründlich renoviert. Das Bayerische Landesamt für Denkmalpflege führt die Johanneskirche als Baudenkmal.

## Architektur
Die geostete Kirche präsentiert sich als kleiner Saalbau. Der auf der Südseite angebaute Turm ist rechteckig und besitzt kleine Fensterreihen im Untergeschoss, er schließt mit einem Pyramidenhelm ab und beherbergt heute die Sakristei. Kirche und Turm bestehen aus unverputztem Kalksteinmauerwerk, das Langhaus weist drei Fensterreihen auf. Zwei Wappenreliefs mit dem Fränkischen Rechen und dem Wappen des Bischofs Matthias Ehrenfried wurden als Portalstützen angebracht.

## Ausstattung

### Glocken
Das Geläut besteht aus zwei Glocken. Die ältere stammt aus dem 19. Jahrhundert, ihre Herkunft ist unbekannt. Die andere Glocke wurde 1947 neu gegossen, nachdem die Vorgängerglocke im Zweiten Weltkrieg eingeschmolzen wurde.
| Gießer                    | Gussjahr | Grundton | Durchmesser in Zentimeter | Gewicht in Kilogramm | Inschrift                                                       |
| ------------------------- | -------- | -------- | ------------------------- | -------------------- | --------------------------------------------------------------- |
| Firma Junker, Brilon      | 1947     | h        | 86                        | 322                  | „Eines Herolds Stimme in der Wüste: Bereitet den Weg des Herrn“ |
| G.A. Hermann, Schweinfurt | 1868     | d‘‘      | 65                        | 250                  | „Gegossen von G.A. Hermann, Schweinfurt, 1868“                  |

### Weitere Ausstattung
Kurz nach der Kirchenweihe im Jahr 1933 kam die erste Ausstattung ins Innere der kleinen Kirche. Der Glattbacher Künstler Alois Bergmann-Franken schuf den Altar, das Altarfresko und eine Kreuzigungsgruppe. Der Taufstein von 1854 mit einer Figur des Kirchenpatrons Johannes kam von der Pfarrei Rödelsee, der Mainbernheim künftig als Filiale unterstellt wurde. Die vierzehn Kreuzwegstationen stammen aus dem 20. Jahrhundert. Ein Tabernakel zeigt das Relief des Abendmahls.